# 地盘松
地盘松（学名：Pinus yunnanensis var. pygmaea）为松科松属的变种。分布在中国大陆的四川：木里、云南：宾川、昭觉等地，生长于海拔2,200米至3,100米的地区，目前尚未由人工引种栽培。